# Romain Thomas
Romain Thomas (Landerneau, 12 juni 1988) is een Frans voetballer die bij voorkeur als centrale verdediger speelt. Hij tekende in 2013 bij Angers SCO.

## Clubcarrière
Thomas begon zijn carrière bij Stade Brestois, dat hem in 2008 uitleende aan Pacy VEF. In 2010 trok hij naar US Jeanne d'Arc Carquefou, waar hij in drie seizoenen zes doelpunten maakte in zesennegentig competitiewedstrijden. In 2013 tekende de centrumverdediger bij Angers SCO. Op 2 augustus 2013 maakte hij zijn opwachting voor zijn nieuwe club tegen Istres. In 2015 promoveerde hij met Angers naar de Ligue 1. Op 8 augustus 2015 debuteerde Thomas in de Ligue 1 tegen Montpellier HSC.